# Burg Zuzenhausen
Die Burg Zuzenhausen ist die Ruine einer Höhenburg bei etwa 160 m über NN über dem südlichen Ortsrand der Gemeinde Zuzenhausen im Rhein-Neckar-Kreis in Baden-Württemberg.

## Geschichte
Die Burg wurde vermutlich von Ludwig von Huffnen um 1250 erbaut und 1286 erstmals erwähnt. Sie ist nur noch als verwachsene Ruine auszumachen. Die Hangburg ist eine fünfeckige Anlage mit mächtiger Schildmauer, sie besaß vermutlich aber nie einen Bergfried. Die Burg war nach mehreren Erweiterungen Mitte des 16. Jahrhunderts ein Sitz der Herren von Venningen. 1637 starb die Zuzenhäuser Linie der Herren von Venningen aus, die Burg blieb jedoch im Familienbesitz. Im Dreißigjährigen Krieg wurde die Anlage 1643 von den Bayern und im Pfälzischen Erbfolgekrieg 1689 von den Franzosen abermals zerstört. Die Ruine wurde seitdem als Steinbruch benutzt; diesem Umstand fiel der noch in der Mitte des 19. Jahrhunderts erhaltene Gebäude zum Opfer. Heute ist die Ruine in einem schlechten Zustand und einsturzgefährdet.